# 孟加拉滙豐銀行
滙豐銀行（孟加拉）（英語：HSBC Bangladesh）是滙豐控股有限公司在孟加拉的全資子公司。該行於1996年開始在孟加拉營運，總部位於達卡，主要提供零售銀行、商業銀行、企業銀行和全球市場服務。

## 歷史
滙豐於1996年在孟加拉開設首家分行，並迅速擴展其業務。截至2024年，滙豐在孟加拉擁有13家分行和39台自動櫃員機，主要集中在達卡和吉大港等城市。該行還提供全天候的客戶服務中心，並支持教育和社會責任項目，例如與盲人教育和康復發展組織合作，為視障人士提供獎學金。

## 營運據點
- 達卡（總部）
- 吉大港
- 其他主要城市

- 位於錫爾赫特的分行
- 滙豐銀行（孟加拉）在達卡的分行

## 事件與爭議

### 2012年反洗錢監管失職
```
2012年，
美國參議院
調查發現，滙豐在反洗錢監控方面存在嚴重缺失。其中，孟加拉的合規審查團隊因人手不足和審查質量不高，被指出未能有效識別可疑交易。美國監管機構要求滙豐加強全球合規制度，以防範類似問題再次發生
[
1
]
。
```